# Bertula impuralis
Bertula impuralis är en fjärilsart som beskrevs av George Francis Hampson 1898. Bertula impuralis ingår i släktet Bertula och familjen nattflyn. Inga underarter finns listade i Catalogue of Life.